# 염기 무수물
염기 무수물(鹽基無水物, 영어: base anhydride)은 1족 또는 2족(각각 알칼리 금속 및 알칼리 토금속)에 속하는 화학 원소의 산화물이다. 염기 무수물은 해당 수산화물 염기에서 물을 제거하여 얻는다. 염기 무수물에 물을 첨가하면 해당하는 수산화물 염이 다시 형성될 수 있다.
염기 무수물은 양성자 수용체가 아니기 때문에 브뢴스테드-로우리 염기가 아니다. 그러나 이들은 일부 루이스 산, 특히 산성 산화물과 전자쌍을 공유하기 때문에 루이스 염기이다. 염기 무수물은 강력한 알칼리성이며, 물에 대한 친화성으로 인해 체수분과 반응하기 때문에 피부에 알칼리 화상을 일으킬 수 있다. 예를 들어 생석회(산화 칼슘)은 피부와 반응하여 화학적으로 잿물과 유사한 강염기인 수화 석회(수산화 칼슘)를 형성한다.

## 같이 보기
- 산 무수물
- 산성 산화물